# 코알

## 수상
- 2016년 안산국제거리극축제 광대의도시 최우수작
- 2017년 제14회 부산국제연극제 다이나믹스트릿 은상